# Living on a little blue dot
Living on a little blue dot is het tweede soloalbum van Jan Schelhaas. Van een soloalbum is eigenlijk geen sprake meer, want hij zit dan niet meer een muziekgroep. In zijn vroege carrière in de jaren zeventig maakte hij deel uit van Caravan en Camel. Bij dit album schakelde hij musici in uit die bands voor zover nog actief. De titel is een verwijzing naar een foto die op verzoek van Carl Sagan werd genomen door Voyager 1, vlak voor die het zonnestelsel verliet. De aarde is daarop te zien als een kleine blauwe stip. De muziek vertoont gelijkenis met die van Caravan.

## Musici
- Jan Schelhaas – alle muziekinstrumenten behalve
- Doug Boyle (English Chamber Orchestra) – gitaar (tracks 2, 3, 4, 5, 6, 7, 8)
- Neil Ford – slide guitar (6)
- Jimmy Hastings (Caravan) – altsaxofoon (1), sopraansaxofoon (2), klarinet (5) en dwarsfluit (2 en 3)
- Pye Hastings (Caravan) – zang (1 en 3), slaggitaar (8)
- Andrew Latimer (Camel) – gitaarsolo (8)
- Geoffrey Richardson (Caravan) – strijkkwartet (5)
- Mark Walker (Caravan) – percussie (2, 4)

## Muziek
| Nr. | Titel                       | Duur |
| --- | --------------------------- | ---- |
| 1.  | Stars on fire               | 4:05 |
| 2.  | Living on a little blue dot | 7:06 |
| 3.  | In her mind                 | 5:30 |
| 4.  | When the sun comes in       | 4:21 |
| 5.  | Makin’ babies               | 3:43 |
| 6.  | Someone                     | 3:57 |
| 7.  | The last time               | 4:48 |
| 8.  | The gypsy’s comin’ home     | 5:19 |
| 9.  | If not                      | 3:22 |